# Alfred Sittard
Alfred Sittard (Stuttgart, Baden-Württemberg, 4 de novembre de 1878 - Berlín, 31 de març de 1942) fou un organista i compositor alemany.
El seu pare Joseph fou un crític musical del qual Alfred en fou deixeble i també de C. Armbrust, al que succeí com a organista de Sant Pere d'Hamburg el 1896, però l'any següent es traslladà a Colònia per a perfeccionar els seus estudis en aquell conservatori (1897-1901), sent després nomenat director d'orquestra del Teatre Municipal d'Hamburg.
El 1902 aconseguí el premi Mendelssohn; de 1903 a 1911 fou organista de l'església de la Creu de Dresden, i des de 1912 ho fou de Sant Miquel d'Hamburg, havent fundat en aquesta ciutat un cor que va contribuir molt al desenvolupament de la vida musical de la vila. El 1908 va inaugurar l'orgue del Palau de la Música Catalana de Barcelona i uns anys més tard el 6 de juliol de 1929 va estrenar al Palau Nacional de la mateixa ciutat comtal el gran orgue d'aquell Palau.
Va compondre nombroses corals per a orgue; el Salm núm 1, per a cor a 8 veus, i altres cors a cappella
sagrats i profans.